# Sân vận động Bình Phước
Sân vận động Bình Phước là một sân vận động nằm ở Quốc lộ 14, phường Bình Phước, tỉnh Đồng Nai, Việt Nam. Sân có sức chứa 11.000 chỗ ngồi. Đây là sân nhà của Câu lạc bộ bóng đá Bình Phước, một câu lạc bộ bóng đá đang thi đấu tại V.League 2.
Cấu trúc chỗ ngồi của các khán đài như sau.
- Khán đài A có mái che: 1.000 chỗ ngồi
- Khán đài B không mái che: 10.000 chỗ ngồi (sau khi lắp ghế còn 5.000 chỗ ngồi)

## Lịch sử
Sân vận động này được xây dựng từ năm 2010. Năm 2018, dàn đèn chiếu sáng 900 lux trị giá 11 tỷ đồng đã được đầu tư lắp đặt và một bảng điện tử LED hiển thị tỷ số cho sân Bình Phước. Tháng 3 năm 2021, khán đài A sân Bình Phước được làm mới với kết cấu thép, do Sở Văn hóa - Thể thao và Du lịch tỉnh Bình Phước làm chủ đầu tư.
Năm 2024, sân được lắp toàn bộ ghế trên khán đài B và lắp đặt quảng cáo LED cho sân.